# Холецистокинин
Холецистокинин је хормон дигестивног система који стимулише секрецију дигестивних ензима панкреаса и жучи.